# Димитър Лешников
Димитър Н. Лешников (Лешков, Лешкинов) е български революционер, деец на Македонския комитет и Вътрешната македоно-одринска революционна организация.

## Биография
Лешников е роден в град Енидже Вардар (Па̀зар), тогава в Османската империя, днес Яница, Гърция, или в Кюстендил, Княжество България. Участва в ученическия бунт в Солунската българска гимназия и до 1890 година е в Белград на издръжка на „Свети Сава“.
Завършва българската католическа гимназия в Зейтинлъка в Солун. В 1895 година участва в Четническата акция на Македонския комитет в четата на Борис Сарафов, превзела Мелник. След това влиза във ВМОРО и в 1903 година е четник при Гоце Делчев.
След Илинденско-Преображенското въстание от 1905 година е войвода в Кукушко заедно със Станиш Наков. Емигрира в България и работи в Министерството на финансите. След Младотурската революция в 1908 година се връща в родния си град и работи като учител там и в местните села. В същото време е деец на Съюза на българските конституционни клубове. Тома Николов нарича Лешников:
| „ | много буден човек и със силно развито патриотично чувство. | “ |

Участва във възстановяването на ВМОРО, арестуван е от властите, осъден на смърт и обесен на площад „Халки бунар“ в 1910 година.